# The Hobbit (игра, 2003)
Хоббит: Предыстория саги Властелин колец (англ. The Hobbit: The Prelude to The Lord of the Rings), или Хоббит (англ. The Hobbit) — компьютерная игра, разработанная Inevitable Entertainment и выпущенная в 2003 году компанией Vivendi Universal. Это игра в жанре платформер, которая включает разнообразные головоломки и имеет схожую систему сражений с играми серии Legend of Zelda.
Игра является лицензированной адаптацией новеллы «Хоббит, или Туда и обратно» Джона Толкина, и не имеет никакой связи с кинотрилогией «Властелин колец» Питера Джексона. На тот момент у Vivendi было партнерство с Tolkien Enterprises, и имело права на создание игровых адаптаций по литературным источникам легендариума Толкина, в то время как у Electronic Arts были права на игровые адаптации по фильмам New Line Cinema. Игра очень тесно связана с сюжетом рассказа, несмотря на то, что в ней есть второстепенные персонажи, которых нет в оригинале.

## Сюжет

Скриншот версии для PlayStation 2. Бильбо стоит в Лихолесье с клинком наперевес. В нижнем правом углу отображено количество монет, в левом верхнем углу находится индикатор храбрости, а под ним индикатор оставшегося здоровья. Его камешки, уровень заряда кольца и исцеляющие зелья указаны в правом верхнем углу.

Волшебник Гэндальф прибывает в Шир, чтобы уговорить хоббита Бильбо Бэггинса присоединиться к тринадцати гномам во главе с Торином Дубощитом в качестве вора для путешествия к Одинокой горе, чтобы вернуть сокровища гномов у дракона Смауга. Во время путешествия Бильбо встречает раненую эльфийку Лианну и помогает ей. В Туманных горах на группу нападают гоблины; после последовавшей драки Бильбо падает в пещеры и теряет сознание. Он просыпается одиноким и потерянным и блуждает в темноте, находит кольцо и встречает Голлума. После воссоединения с гномами и Гэндальфом на них нападают гоблины и варги, но их спасает банда орлов, которые уносят их в Мирквудский лес. Во время блуждания по лесу Бильбо и гномы попадают в плен к лесным эльфам и попадают в подземелья Трандуила. Используя силу кольца, Бильбо входит в зал Трандуилла, где встречает Лианну, которая помогает ему освободить гномов. Они убегают в Лейк-таун, поселение недалеко от Одинокой горы. Бильбо подружился с Бардом, капитаном городской стражи, который стреляет и убивает Смауга, когда дракон нападает на город.
Позже армия людей и лесных эльфов направляется к Одинокой горе, чтобы забрать сокровища гномов; чтобы предотвратить битву, Бильбо тайком покидает гору с Аркенстоуном, сокровищем огромной важности, и отдает его Барду, который предлагает вернуть его Торину в обмен на остальное о сокровище. Торин отказывается, объявляя Бильбо предателем, и в конце концов разгорается битва между пятью армиями, которые хотят заполучить сокровища гномов. Битва заканчивается поражением гоблинов, а люди, эльфы и гномы заключают мир; смертельно раненный Торин приносит извинения Бильбо. Озерный город начинает восстанавливаться, а Бильбо и Гэндальф возвращаются в Шир.

## Оценки
| Сводный рейтинг                 | Сводный рейтинг                   | Сводный рейтинг                   | Сводный рейтинг                   | Сводный рейтинг                   | Сводный рейтинг                   |
| Издание                         | Оценка                            | Оценка                            | Оценка                            | Оценка                            | Оценка                            |
| Издание                         | GBA                               | GC                                | PC                                | PS2                               | Xbox                              |
| ------------------------------- | --------------------------------- | --------------------------------- | --------------------------------- | --------------------------------- | --------------------------------- |
| GameRankings                    | 63 %                              | 64,59 %                           | 62,21 %                           | 63,93 %                           | 66,20 %                           |
| Metacritic                      | 67/100                            | 61/100                            | 62/100                            | 59/100                            | N/A                               |
| Иноязычные издания              |                                   |                                   |                                   |                                   |                                   |
| Издание                         | Оценка                            | Оценка                            | Оценка                            | Оценка                            | Оценка                            |
| Издание                         | GBA                               | GC                                | PC                                | PS2                               | Xbox                              |
| Eurogamer                       | N/A                               | N/A                               | N/A                               | N/A                               | 5/10                              |
| GameSpot                        | N/A                               | N/A                               | 6,5/10                            | 6,5/10                            | 6,5/10                            |
| GameSpy                         | N/A                               | [ 17 ]                            | [ 18 ]                            | N/A                               | N/A                               |
| IGN                             | 6,5/10                            | 7,5/10                            | 7,5/10                            | 7,5/10                            | 7,5/10                            |
| Nintendo Power                  | 3,5/5                             | 3,7/5                             | N/A                               | N/A                               | N/A                               |
| OPM                             | N/A                               | N/A                               | N/A                               | [ 26 ]                            | N/A                               |
| OXM                             | N/A                               | N/A                               | N/A                               | N/A                               | 5,5/10                            |
| PC Gamer (US)                   | N/A                               | N/A                               | 67 %                              | N/A                               | N/A                               |
| Русскоязычные издания           |                                   |                                   |                                   |                                   |                                   |
| Издание                         | Оценка                            | Оценка                            | Оценка                            | Оценка                            | Оценка                            |
| Издание                         | GBA                               | GC                                | PC                                | PS2                               | Xbox                              |
| Absolute Games                  | N/A                               | N/A                               | 65 %                              | N/A                               | N/A                               |
| «Страна игр»                    | N/A                               | N/A                               | N/A                               | 6,5/10                            | N/A                               |
| Награды                         |                                   |                                   |                                   |                                   |                                   |
| Издание                         | Награда                           | Награда                           | Награда                           | Награда                           | Награда                           |
| Game Audio Network Guild Awards | "Best Original Soundtrack" (2004) | "Best Original Soundtrack" (2004) | "Best Original Soundtrack" (2004) | "Best Original Soundtrack" (2004) | "Best Original Soundtrack" (2004) |

«Хоббит» получил смешанные оценки на всех платформах. Версия для Game Boy Advance получила среднюю оценку в 63 % на GameRankings, основываясь на четырёх обзорах, и 67 из 100 баллов на Metacritic по шести обзорам. GameCube версия имеет среднюю оценку GameRankings в 65 % по двадцати девяти обзорам, и 61 из 100 на Metacritic, основываясь по семнадцати отзывам. Версия для персонального компьютера, соответственно, 62 % по четырнадцати обзорам, и 62 баллов по двенадцати. Версия для PlayStation 2 — 64 % по двадцати шести, и 59 по семнадцати обзорам. У версии для Xbox средняя оценка на GameRankings составила 66 % по двадцати четырем обзорам.
Адам Тирни из IGN дал версии для Game Boy Advance 6,5 из 10 баллов, назвав ее «довольно хорошим крепким экшеном». Он был впечатлён графикой и изометрическим видом сверху вниз, но чувствовал, что игре не хватает чувства величия. Обозреватель заключил, что «В игре есть все элементы великого квеста, но есть ощущение что чего-то не хватает, потому что всё, что ты делаешь в игре, не кажется настолько важным. В игре можно хорошо провести время, но большинство битв и головоломок ощущаются скорее тривиальными». Мэтт Касамассина дал всем остальным версиям 7,5 баллов из 10, заметив, что игровой процесс очень похож на игры серии Zelda, и не настолько же хорош: «игра пытается копировать Zelda, но ей недостает интуитивности и вылизанности франшизы, и этот недостаток заметен». Однако, он похвалил боевой процесс и графику, и заключил, что «это хорошо сделанная приключенческая игра, которая абсолютно обеспечит приятное время и удовлетворение для тех, кому это нужно. Но в то же время игре недостает вылизанности и общей сложности […] Рекомендуется фанатам Толкина либо молодым игрокам, которые ищут весёлых приключений. Тем не менее, игре нужно пройти долгий путь, чтобы сравняться с Линком в битве».
Райан Дэвис из GameSpot дал версиям для ПК, PlayStation 2 и Xbox 6,5 баллов из 10, написав: «Фанаты Толкина могут наслаждаться представлением сюжета Средиземья в игре, но The Hobbit имеет тенденцию слишком полагаться на производный, неинтересный игровой процесс». Он похвалил близость игры к роману, но отметил, что в геймплее нет ничего оригинального, и заключил, что «с нынешним избытком игр по Толкину, ориентирующихся непосредственно на жестокие трагические истории „Властелина колец“, „Хоббит“ предлагает менее тяжелую и приятную историю. История хороша и сейчас, но игра просто не выдерживает критики».
Мэттью Фримен из GameSpy дал версии для GameCube 3 балла из 5, отметив, что «Sierra создала приключение, которое даёт достаточно головоломок и боевки для обеих видов игроков, для тех кто любят книгу, и для тех кто хотят увлекательную игру. Молодые игроки и фанаты Толкина найдут что увлечёт их тут, но ветеранам может показаться что всё им уже знакомо». Дэн Беннетт был менее впечатлён версией для персонального компьютера, дав ей 2 балла из 5. Он написал, что «„Хоббит“ настолько же разочарует фанатов Толкина, насколько проблемный игровой процесс разочарует обычного игрока», и отметил, что игра не может определиться с собственной аудиторией.
Том Брэмуэлл из Eurogamer дал версии для Xbox 5 баллов из 10, назвав игру «одним из самых мучительно посредственных платформеров-слэшеров в новейшей истории». Он раскритиковал игру за «какую-то отвратительно графику, повторяющийся дизайн уровней, непостоянный темп и слишком большое количество задач на поиск ключа».
Валерий Корнеев из «Страны игр» охарактеризовал версию для PlayStation 2 «добротной игрушечкой с хоббиточками для дошкольничков», и поставил 6,5 баллов из 10. Игорь Сонин из Absolute Games поставил версии для ПК оценку в 65 %, отметив, что Vivendi была сделана ставка на наработки серии The Legend of Zelda, и что игра является «хорошим платформером, лишь немного не дотягивающим до уровня Rayman 3: Hoodlum Havoc».